# HMS Geranium (K16)
HMS Geranium (K16) je bila korveta razreda flower Kraljeve vojne mornarice, ki je bila operativna med drugo svetovno vojno.

## Zgodovina
31. oktobra 1943 je sodelovala pri potopitvi nemške podmornice U-306. 8. septembra 1945 so ladjo predali Kraljevi danski vojni mornarici, kjer so jo preimenovali v HDMS Thetis (K16).